# De-Vis-Riesenbaumratte
Die De-Vis-Riesenbaumratte (Mallomys aroaensis) ist ein Nagetier in der Unterfamilie der Altweltmäuse, das auf Neuguinea vorkommt.
Der Artzusatz im wissenschaftlichen Namen ist aus dem Namen des Flusses Aroa und der lateinischen Endung -ensis (bewohnt) gebildet. Ihren deutschen Namen trägt die Art nach dem Verfasser der Erstbeschreibung Charles Walter De Vis.

## Systematik
Neuere Abhandlungen sowie die IUCN listen die Population auf der Huon-Halbinsel als Unterart, Mallomys aroaensis hercules. In Mammal Species of the World von 2005 wird das Taxon hercules als Synonym der Nominatform gelistet.

## Merkmale
Mit einer Kopf-Rumpf-Länge von 344 bis 415 mm, einer Schwanzlänge von 335 bis 435 mm sowie einem Gewicht von 1,4 bis 2 kg ist die Art ein ausgesprochen großer Vertreter der Altweltmäuse. Sie hat 65 bis 72 mm lange Hinterfüße und 25 bis 28 mm lange Ohren. Die Haare des dichten und wolligen Fells besitzen bei der Nominatform hell- und dunkelgraue Bänder, was ein geflecktes Aussehen hervorruft. Zusätzlich sind einige einheitlich dunkle Deckhaare eingestreut. Die Unterart auf der Huon-Halbinsel hat oberseits ungeflecktes schwarzgraues Fell sowie einen noch dunkleren Aalstrich auf dem Rücken.  Auf der Unterseite kommt weißes Fell vor.
Der Kopf ist durch fleischfarbene Ohren und lange Vibrissen gekennzeichnet. Bei der De-Vis-Riesenbaumratte ist die vordere Hälfte des Schwanzes schwarz, während die andere Hälfte pigmentfrei ist, was ein weißes Aussehen hervorruft. Im Gegensatz zur Berg-Riesenbaumratte (Mallomys gunung) sind die Schneidezähne der Art orange. Weibchen besitzen ein Paar Zitzen auf der Brust und zwei Paar im Leistenbereich.

## Verbreitung
Das Verbreitungsgebiet sind Gebirge im Osten von Westneuguinea (Indonesien) sowie in Papua-Neuguinea. Die Art hält sich in Regionen auf, die auf 1100 bis 2700 Meter Höhe liegen. Die De-Vis-Riesenbaumratte lebt in tropischen Bergwäldern, die ursprünglich oder aufgeforstet sein können. Sie besucht auch angrenzende Landwirtschaftsgebiete und Gärten.

## Lebensweise
Vermutlich dienen Blätter und junge Triebe als Hauptnahrungsquelle, die mit anderen Pflanzenteilen komplettiert werden. Wie andere Riesenbaumratten sucht die Art ihre Nahrung meist auf Bäumen. Das Nest wird dagegen häufig in Erdhöhlen oder zwischen Felsen angelegt. In einem Bau konnten ein Weibchen und ein Männchen gleichzeitig registriert werden. Ein mit einem Embryo trächtiges Weibchen sowie ein Nest mit einer Mutter und einem Jungtier sind dokumentiert.

## Gefährdung
Die De-Vis-Riesenbaumratte wird als Fleischlieferant gejagt und manche Exemplare fallen streunenden Hunden zum Opfer. Für den Gesamtbestand liegen keine deutlichen Bedrohungen vor. Die IUCN listet die Art als nicht gefährdet (Least Concern).